# Джанлука Сордо
Джанлука Сордо (італ. Gianluca Sordo, нар. 2 грудня 1969, Каррара) — італійський футболіст, що грав на позиції півзахисника.

## Клубна кар'єра
Народився 2 грудня 1969 року в місті Каррара. Вихованець юнацьких команд футбольних клубів «Пертіката» та «Торіно».
1987 року почав залучатися до основної команди «Торіно», в якій відразу закріпитися не вдалося. Натомість протягом 1988–1989 років захищав на умовах оренди кольори команди «Тренто».
1989 року повернувся з оренди до «Торіно». Цього разу відіграв за туринську команду наступні п'ять сезонів своєї ігрової кар'єри. Більшість часу, проведеного у складі «Торіно», був основним гравцем команди. За цей час виборов титул володаря Кубка Італії, ставав володарем Кубка Мітропи.
Згодом з 1994 по 2003 рік грав у складі команд клубів «Мілан», «Реджяна», «Барі», «Канн», «Монтеваркі», «Піза» та «Ареццо». У складі «Мілана» додав до переліку своїх трофеїв титул чемпіона Італії.
Завершив професійну ігрову кар'єру в нижчоліговому клубі «Альянезе», за команду якого виступав протягом 2003–2004 років.

## Виступи за збірні
1988 року викликався до юнацької збірної Італії.
Протягом 1989–1992 років залучався до складу молодіжної збірної Італії. На молодіжному рівні зіграв у 18 офіційних матчах, забив 2 голи.
1992 року захищав кольори олімпійської збірної Італії. У складі цієї команди провів 5 матчів. У складі збірної — учасник футбольного турніру на Олімпійських іграх 1992 року у Барселоні.

## Титули і досягнення
- Володар Кубка Італії (1):

«Торіно»: 1992-93
- Чемпіон Італії (1):

«Мілан»: 1995-96
- Володар Суперкубка Італії з футболу (1):

«Мілан»: 1994
- Володар Суперкубка Європи (1):

«Мілан»: 1994
- Володар Кубка Мітропи (1):

«Торіно»: 1991
- Чемпіон Європи (U-21) (1):

Італія (U-21): 1992